# Malý muž a velká žena
Malý muž a velká žena je autobiografický románový triptych Věry Sládkové vydaný postupně v letech 1974–1982. Svým rozsahem jde o nejvýznamnější dílo autorky. První díl Poslední vlak z Frývaldova vyšel v roce 1974, druhý díl Pluky zla v roce 1975. Třetí díl Dítě svoboděnky byl poprvé publikován v prvním souborném vydání všech tří románů pod souhrnným názvem Malý muž a velká žena v roce 1982. Od té doby je triptych vydáván v této podobě.

## Námět románu
Věra Sládková prožila dětství v Sudetech, ve kterých mohla na vlastní oči vidět ostré spory mezi Čechy a Němci, kteří usilovali o odtržení od Čech a připojení se k nacistickému Německu. Sledovala nástup henleinovců v pohraničí, sílící politické a národnostní třenice mezi těmito dvěma skupinami. A právě toto období zachycuje ve své knize pohledem malé Věry, která dětskýma očima pozoruje dění v pohraničí od roku 1938 až do konce druhé světové války.

## Děj
Příběh začíná těsně v období před Mnichovskou dohodou v malém městečku Frývaldov, jejíž obyvatelstvo tvořili především Němci, kteří se nechávali s radostí ohromovat Hitlerovými a henleinovskými propagandistickými projevy. Vznikaly zde ostré i méně ostré střety mezi oběma národy. Avšak Josef Pumplmě, místní pošťák a velký vlastenec, se rozhodně nenechával zastrašit a často dával svůj názor najevo, především v nočních hodinách v místní hospodě, kde se často střetávali Češi s nacistickými Němci. A právě mezi těmi Němci byl nejhorlivější Henleinův stoupenec holič Sepp, jenž přes své mládí a dětskou postavu tvrdě dorážel právě na Josefa Pumplmě a především na jeho dceru Věrku. Věrce její skutečná maminka umřela velmi brzy, a tak žila se svým otcem, který se ovšem v hořkosti těch dnů nedokázal sám starat o svou „dcéru Vlasti“, jak ji s oblibou přezdíval. A tak si začal dopisovat s Annou Urbanovou. Doufal, že se stane maminkou pro Věrku a jeho ženou. Ovšem než se ti dva skutečně setkali, trvalo to ještě několik měsíců, které byly ve znamení přiostřování sporů mezi henleinovci a Čechy.
Malá Věra politické události těch dní vnímala zpovzdálí. I přesto, že henleinovci se s pochodněmi v rukou občas neopomněli zastavit před jejich domem se slovy „pošťáku vylez, my ti ten dům stejně jednou vypálíme“. Skutečné rozrušení jí způsobil až vojáček Pavel, do kterého se dětsky zamilovala, a na kterého musela neustále myslet. Pavel byl nešťastně zamilovaný do dívky, která ho opustila. Dopadala na něho těžká melancholie, která nakonec vyústila v sebevraždu. Věrka se poté stala velmi nešťastnou a zklamanou. V tu noc, kdy vojáček Pavel spáchal sebevraždu, vtrhli henleinovci do místního ochotnického divadla, napadli diváky i herce a divadlo zdemolovali. Tím překazili Josefu Pumplmě hereckou dráhu.
Setkání s Annou Urbanovou, statnou a silnou ženou, bylo velmi dojemné. Byla kuchařkou, což v té skromné době bylo více než výhodou. A tak již druhý den připravila svému muži a své sic nevlastní, ale přesto milované dceři, svůj vyhlášený guláš, jenž o něco později živil nejednoho úředníka z města. Anna Urbanová byla výjimečná žena. Nepřipouštěla si prohry, její svéráznost a statná postava zapůsobila i na henleinovce. Když zase v noci vyhrožovali pošťákovi, otevřela okno a začala k nim hovořit plynnou němčinou tak, že se poté potichu rozešli. „Na tragickej život jsem já pes!“ je věta, která z jejích úst zazněla pak několikrát a vždy dokázala překonat všechna úskalí života.
Avšak ani Anna Urbanová nedokázala zabránit Mnichovskému paktu, a bylo více než zřejmé, že se musejí vystěhovat, neboť nacisté již bezprizorně útočili na Čechy, všude již vlály hákové kříže a četnictvo bylo tou dobou rozpuštěné. A tak přišel den, kdy za dramatických okolností musela Anna Urbanová za pomoci malé Věrky sbalit všechny věci během pár hodin a ještě k tomu zajistit odvoz. Nebála se uplatit špeditéra penězi, které jí dal manžel Pumplmě z poštovní kasy. Měli nakonec štěstí, že chytili poslední vlak z Frývaldova, aby mohli Anna i dcera Věra společně odcestovat do Brna. Josef Pumplmě tou dobou jako poštovní úředník ještě pomáhal transportovat dobytek i lidi, kteří byli nuceni prchat před Němci ze Sudet.
Do Brna jako kdyby nacismus nedolehl. Když stoupali Anna Urbanová, Josef Pumplmě a Věrka do kopce, k domu jeho rodičů, jasně si to uvědomovali. Po krátké zastávce u svého dávného kamaráda pekaře Pice konečně zazvonili na dům Pumplmětových rodičů. Ti zpočátku chladněji, ale nakonec s otevřenou náručí uvedli tuto rodinu do svého bytu. A tím také začala nová kapitola jejich života. Život v podkrovním bytečku (bydleli odděleně od rodičů Josefa Pumplmě) nebyl lehký. Peněz málo a budoucnost nejistá. Malá Věrka díky nesvědomitým sousedům poprvé uviděla fyzickou lásku a byla z toho jako dítě vyplašená. Když se o tom Anna Urbanová dozvěděla, poslala Věrku bydlet o patro výš k prarodičům. Anny Urbanová také nesla těžce, že její kuchařské umění přichází nazmar, neboť nebylo téměř ani z čeho vařit. Vše se ještě zhoršilo, když i do Brna dorazil nacismus, ulicemi se řítili německé tanky a pochodovali vojáci. Nastala válka s velkým V, a jak Josefovi Pumplmě, Anně Urbanové, tak i Věrce začaly skutečně těžké časy, kde motto „na tragickej život sem já pes“, sláblo pod tíhou tanků a hajlujících vojáků s puškami na ramenou.
Anna Urbanová obstarávala jídlo tak, že společně s Věrkou jezdili vlakem do vzdálené slovácké vesničky Kobylí na Moravě, kde se narodila biologická maminka Věrky. A právě tam žádala o jídlo nejen pro sebe a svou rodinu, ale i pro celou ulici. „Srágorka“ Pumplmě musel opustit místní poštovní úřad. Občas vypomáhal svému příteli v pekařství, kde nejednou dal červa do housky určené pro německé vojáky. Čas války snášel těžce a často na něj dopadala deprese. Nebýt jeho přítele Jarouška a především „Amazonky“ Anny, jen obtížně by nervově obstál válečné období. Navíc, když kvůli tomu, že on se účastnil bojů v první světové válce na vítězné straně, nemohla jeho dcera Věra nastoupit na střední školu. Anna Urbanová to nesla také nelibě. Nakonec se podařilo, že Věra nastoupila do jedné brněnské pojišťovny, kde musela snášet rasistickou ideologii svého nadřízeného a celkově život v novém, neznámém prostředí.
Válka se již blížila ke konci. Všichni jakoby čekali, kdy je přijdou „Rusové“ konečně osvobodit. I přes již zřejmou porážku „třetí říše“ se holič Sepp nevzdával své touhy nějakým způsobem ublížit Věrce, která ho již ve Frývaldově dráždila. A tak se jednoho dne skutečně setkal s vyděšenou Věrkou, kterou psychicky terorizoval. Věrka utekla, ale od té doby byla strachem ze Seppa tak posedlá, že se ho bála dnem i nocí. Avšak skutečné nebezpečí zažila v posledních týdnech války. To když Američané bombardovali Brno. Jedna z bomb dopadla přímo na budovu, ve které dospívající Věrka pracovala. Stačila se s ostatními ukrýt do protileteckého krytu, který byl po dopadnutí bomby celý zavalen a lidé v něm zůstali uvězněni. Byly to dlouhé hodiny, které museli vyděšení lidé přečkat v krytu, než je osvobodili místní obyvatelé a záchranáři. Když už se Věrka loučila se životem, uslyšela hlas Anny Urbanové a svého otce, jenž jí jasně indikoval, že je naživu. Šok ze zavalení jí způsobil ztrátu hlasu, ale trval jen do večera, kdy jí zoufalá Anna Urbanová svým hysterickým záchvatem opět hlas navrátila.
Všichni očekávali příchod Rudé armády, kterého se po pár dnech po náletu skutečně dočkali. Nejvíce energický byl v tu dobu Josef Pumplmě, který se svým přítele muzikantem Jarouškem museli být tzv. při tom. Boje v ulicích Brna netrvaly dlouho. Všichni s radostí vítali sovětské vojáky a všude byl cítit vzduch svobody, kterého se český národ mohl po šesti letech opět nadechnout.
Josef Pumplmě se chtěl vrátit do Frývaldova. Jel napřed, neboť i přesto, že byl konec války, nepokoje v pohraničí byly obrovské. Tentokrát to ale nebyli Němci, kdo se jal vyhánět jiný národ. Aniž by pořádně věděl jak, stal se Pumplmě ředitelem pošty, kde dříve působil. Musel také obstarat byt pro svou rodinu. Přes mnohé problémy se mu to podařilo. Posléze za ním do Frývaldova přijela Anna Urbanová, Věrka prozatím zůstala v Brně s muzikantem Jarouškem v bytě po prarodičích. Ti během války zemřeli.
Jaké štěstí potkalo Josefa Pumplmě, když se z jednoho z nesčetných dopisů od své ženy dozvěděl, že se stane otcem. „Dítě Svoboděnky“, jak bylo okamžitě pojmenováno, mělo přijít v čase, kdy se i Věrka navracela do svého rodného města – Frývaldova. Svou nevlastní matku uviděla až v nemocnici, kde jí věrně po boku stál její muž, Věrčin otec. A tam naposled se můžeme setkat s heslem „Na tragickej život jsem já pes!“. Anně Urbanové hrozí císařský řez, ale svou nezměrnou vůlí i tuto hrozbu přečká. „Dítě Svoboděnky“ se asi narodí přirozenou cestou. Konec zůstává otevřený.

## Adaptace
- Poslední vlak z Frývaldova – 1978, původní rozhlasová hra. Nastudoval Československý rozhlas, studio Brno, obnovená premiéra 2007. V hlavních rolích Stanislav Zindulka (otec), Libuše Billová (matka), Jiřina Grunová-Ostrá (dítě), Dagmar Pistorová (vypravěčka).[4]
- Téměř celý obsah románového triptychu byl zfilmován jako televizní seriál pod názvem Vlak dětství a naděje režisérem Karlem Kachyňou v roce 1985 v Československé televizi a Filmovém studiu Barrandov, ale na obrazovkách uveden až na jaře roku 1989. Hlavních rolí Josefa Pumplmě a Anny Urbanové se zhostili Stanislav Zindulka a Helena Růžičková. Roli Věrky hrály Žaneta Fuchsová a Tereza Brodská.
- Ztráta paměti – 1989, TV inscenace podle epizody z třetího dílu Malého muže a velké ženy – Dítě svoboděnky, režie Rudolf Tesáček.[5]